# Anggun
Anggun Cipta Sasmi (Jakarta, Indonèsia, 29 d'abril de 1974) és una cantant pop indonèsia. La seva cançó més famosa al món és Snow On The Sahara (1997) i la cançó famosa a Indonèsia és Dunia Aku Punya (1989). Va representar França en el Festival de la Cançó d'Eurovisió 2012. El 2013 fou jutge al programa de televisió de recerca de talents The X Factor Indonesia.

## Discografia[5]
- Dunia Aku Punya (1986)
- Anak Putih Abu Abu (1991)
- Nocturno (1992)
- Anggun C. Sasmi... Lah!!! (1993)
- Snow on the Sahara (1997)
- Chrysalis (2000)
- Luminescence (2005)
- Elevation (2008)
- Echoes (2011)